# Helmi Juvonen
Helmi Dagmar Juvonen (* 17. Januar 1903 in Butte, Montana; † 1985 in Seattle, Washington) war eine US-amerikanische Künstlerin, die für ihr vielseitiges Werk und ihr Interesse an der indigenen Kultur des pazifischen Nordwestens bekannt ist.

## Leben
Helmi Juvonen wurde 1903 in Butte, Montana geboren und zog im Alter von 15 Jahren mit ihrer Familie nach Seattle. Ihre finnischen Eltern förderten ihre künstlerische Begabung und sie entwickelte bereits während ihrer Schulzeit an der Queen Anne High School ein starkes Interesse an Kunst. Später studierte sie am Cornish College of the Arts und belegte Kurse in Ingenieurwesen und technischem Zeichnen an der University of Washington. Während des Zweiten Weltkriegs arbeitete sie bei der Boeing Aircraft Company, wo sie isometrische Zeichnungen und Schablonen für Flugzeuge anfertigte. 
In den 1930er Jahren wurde bei Helmi Juvonen eine manisch-depressive Erkrankung diagnostiziert. Zu ihren zahlreichen Freunden gehörte auch Mark Tobey, der schließlich zu ihrer Obsession wurde. Sie begleitete Tobey und dessen Partner Pehr Hallsten zu den wöchentlichen Versammlungen der Bahai, und ihre Verehrung für ihn führte dazu, dass sie sein Konterfei – erkennbar oder nicht – in viele ihrer Bilder aufnahm. Um ihren Traum zu verwirklichen, bereitete sie sogar eine Hochzeitseinladung für ihre erhoffte Heirat mit Mark Tobey vor.
1959 wurde sie in eine psychiatrische Klinik eingewiesen und verbrachte die letzten 25 Jahre ihres Lebens im Oakhurst Convalescent Center. Trotz dieser Schwierigkeiten wurde ihr Werk in den letzten Jahren durch Ausstellungen befreundeter Künstler wiederentdeckt und gewürdigt.

## Werk
Helmi Juvonen war eine vielseitige Künstlerin, die in verschiedenen Medien arbeitete, darunter Malerei, Zeichnung und Druckgrafik. Sie interessierte sich besonders für die Kultur der Ureinwohner des pazifischen Nordwestens und wurde zu Zeremonien und Ritualen eingeladen, die sie in ihren Werken festhielt. Ihre Werke zeichnen sich durch lebhafte Farben und dynamische Kompositionen aus, die sowohl traditionelle als auch moderne Einflüsse widerspiegeln.